# 向雲鵬
向雲鵬（1951年—2023年2月14日），本名祁德綱，臺灣男演員，曾獲第17屆金馬獎最佳男配角。其父為電影攝影師祁和熙。

## 生平
向雲鵬從小就喜歡電影，打算父親一樣從事攝影。自海軍陸戰隊退伍後，正巧其父與導演鮑學禮合作，拍攝武俠片《太極拳》。該片需要一個配角，向雲鵬便藉此機會步入了演藝圈。1980年向雲鵬以電影《鄉野人》中的演出，榮獲金馬獎最佳男配角，翌年又以《同班同學》老師一角，入圍金馬獎最佳男主角。
向雲鵬後來息影經商，曾做過版權代理生意，然因酗酒散盡家財。2005年，他與青梅竹馬的妻子袁智蕙在上海開設牛肉麵館。
向云鵬2023年2月14日上午因身體不適送醫后轉進加護病房，下午3點因肺炎引起的器官衰竭病逝於和信醫院，享年72歲。

## 演出作品

### 電影
- 太極拳（1971）
- 怒馬飛砂（1977）
- 上海灘（1977）
- 九玫龍（1977）
- 第三把飛刀（1978）
- 鐵首無情追魂令（1978）
- 玲瓏玉手劍玲瓏（1978）
- 太極陰陽拳（1980）
- 鄉野人（1980）
- 同班同學（1981）
- 神勇突擊隊（1981）
- 別愛陌生人（1982）
- 中國女警（1982）
- 黑珍珠（1982）
- 探獄（1982）
- 脂粉奇兵（1982）
- 龍虎旋風（1982）
- 少林寺三十六福星（1982）
- 女忍者（1983）
- 雷霆出擊（1983）
- 小妹小子牛仔褲（1983）
- 人蛇大戰（1983）
- 風車與火車（1983）
- 台西風雲（1983）
- 舞女（1985）
- 好個逃課天（1985）
- 曾文溪之戀（1986）
- 命帶桃花（1987）
- 黑皮與白牙（1987）
- DeathCodeNinja（1987）
- 勾魂黑薔薇（1988）
- 角頭兄弟（1989）
- 心跳時刻（1989）
- 鬼屋小精靈（1990）
- 冰冷的太陽（1990）
- 新搭錯車（1995）

### 電視劇
- 秋潮向晚天（1983）
- 神鵰俠侶（1984）
- 楚留香新傳（1985）
- 射鵰英雄傳（1988）

## 外部連結
- 向雲鵬在互联网电影资料库（IMDb）上的資料（英文）（英文）
- 向雲鵬在香港影庫上的簡介
- 向雲鵬在时光网上的簡介（简体中文）